# Campeonato de Béisbol Juvenil de Panamá de 2025
El 56° Campeonato Nacional de Béisbol Juvenil - Copa Caja de Ahorros 2025, dedicado a Martín Crespo, fue la quincuagésimo sexta temporada del béisbol juvenil en Panamá disputada a partir del 10 de enero de 2025 hasta el 13 de marzo del mismo año, organizada por la Federación Panameña de Béisbol (FEDEBEIS). El choque de apertura estuvo a cargo del campeón vigente, Coclé, y Panamá Este, disputado en el estadio José Antonio Remón Cantera con resultado de 2-4 favorable para los Potros de Panamá Este.
La novena de Coclé obtuvo el bicampeonato consecutivo tras derrotar a Chiriquí, 5-1, en el quinto partido de la Serie Final, realizado en el estadio Rod Carew. De esta forma, la Leña Roja , se proclamó por quinta vez como monarca del beisbol juvenil, y cuarto desde 2018.

## Equipos participantes
| Bocas del Toro     | Herrera      |
| Coclé              | Los Santos   |
| Colón              | Panamá Este  |
| Chiriquí           | Panamá Metro |
| Chiriquí Occidente | Panamá Oeste |
| Darién             | Veraguas     |

## Serie regular
La serie regular se jugó en un sistema de «todos contra todos» en dos rondas con partidos de visitante y local, teniendo 132 juegos en total, donde los ocho mejores promedios avanzaron a la Ronda de Ocho. En caso de empate por clasificación en la tabla de posiciones, habrá juego de desempate: En caso de empate por posición en la tabla de posiciones se aplicará el siguiente reglamento:

1. Dominio total

2. TQB (Team Quality Balance)

3. Lanzamiento de moneda

### Clasificación
| Pos | Equipo         | JJ | JG | JP | PROM | DIF  |
| --- | -------------- | -- | -- | -- | ---- | ---- |
| 1   | Coclé          | 22 | 17 | 5  | .773 | -    |
| 2   | Panamá Metro   | 22 | 15 | 7  | .682 | 2.0  |
| 3   | Los Santos     | 22 | 15 | 7  | .666 | 2.0  |
| 4   | Herrera        | 22 | 14 | 8  | .636 | 3.0  |
| 5   | Panamá Oeste   | 22 | 13 | 9  | .591 | 4.0  |
| 6   | Chiriquí       | 22 | 13 | 9  | .591 | 4.0  |
| 7   | Bocas del Toro | 22 | 11 | 11 | .500 | 6.0  |
| 8   | Veraguas       | 22 | 9  | 13 | .409 | 8.0  |
| 9   | Panamá Este    | 22 | 8  | 14 | .364 | 9.0  |
| 10  | Darién         | 22 | 7  | 15 | .318 | 10.0 |
| 11  | Colón          | 22 | 5  | 17 | .227 | 12.0 |
| 12  | Ch. Occidente  | 22 | 5  | 17 | .227 | 12.0 |

|  |                                |
|  | Clasificado a la Serie de Ocho |
|  | Eliminado en la Serie Regular  |

## Fase final
Los ocho equipos con mejores promedios clasificarán a la fase final donde se enfrentarán, primero, en la Serie de Ocho al mejor de siete partidos. Los ganadores clasificarán a la Serie Semifinal donde se enfrentarán al mejor de siete partidos.

### Cuadro
|  | Serie de Ocho | Serie de Ocho  | Serie de Ocho |          |   | Serie Semifinal | Serie Semifinal | Serie Semifinal |  |   | Serie Final | Serie Final | Serie Final |  |
|  |               |                |               |          |   |                 |                 |                 |  |   |             |             |             |  |
|  |               |                |               |          |   |                 |                 |                 |  |   |             |             |             |  |
|  | 1             | Coclé          | 4             |          |   |                 |                 |                 |  |   |             |             |             |  |
|  | 1             | Coclé          | 4             |          |   |                 |                 |                 |  |   |             |             |             |  |
|  | 8             | Veraguas       | 2             |          |   |                 |                 |                 |  |   |             |             |             |  |
|  | 8             | Veraguas       | 2             |          | 1 | Coclé           | 4               |                 |  |   |             |             |             |  |
|  |               |                |               |          | 1 | Coclé           | 4               |                 |  |   |             |             |             |  |
|  |               |                | 4             | Herrera  | 1 |                 |                 |                 |  |   |             |             |             |  |
|  | 4             | Herrera        | 4             | Herrera  | 1 | 4               |                 |                 |  |   |             |             |             |  |
|  | 4             | Herrera        |               |          |   |                 |                 |                 |  |   |             |             |             |  |
|  | 5             | Panamá Oeste   | 2             |          |   |                 |                 |                 |  |   |             |             |             |  |
|  | 5             | Panamá Oeste   | 2             |          |   |                 |                 |                 |  | 1 | Coclé       | 4           |             |  |
|  |               |                |               |          |   |                 |                 |                 |  | 1 | Coclé       | 4           |             |  |
|  |               |                | 6             | Chiriquí | 1 |                 |                 |                 |  |   |             |             |             |  |
|  | 2             | Panamá Metro   | 6             | Chiriquí | 1 | 4               |                 |                 |  |   |             |             |             |  |
|  | 2             | Panamá Metro   |               |          |   |                 |                 |                 |  |   |             |             |             |  |
|  | 7             | Bocas del Toro | 1             |          |   |                 |                 |                 |  |   |             |             |             |  |
|  | 7             | Bocas del Toro | 1             |          | 2 | Panamá Metro    | 2               |                 |  |   |             |             |             |  |
|  |               |                |               |          | 2 | Panamá Metro    | 2               |                 |  |   |             |             |             |  |
|  |               |                | 6             | Chiriquí | 4 |                 |                 |                 |  |   |             |             |             |  |
|  | 3             | Los Santos     | 6             | Chiriquí | 4 | 1               |                 |                 |  |   |             |             |             |  |
|  | 3             | Los Santos     |               |          |   |                 |                 |                 |  |   |             |             |             |  |
|  | 6             | Chiriquí       | 4             |          |   |                 |                 |                 |  |   |             |             |             |  |
|  | 6             | Chiriquí       | 4             |          |   |                 |                 |                 |  |   |             |             |             |  |
|  |               |                |               |          |   |                 |                 |                 |  |   |             |             |             |  |

### Serie Semifinal
| Juego 1 - 16 de febrero | Coclé | 2 - 1 (12) | Herrera | Estadio Remón Cantera, Aguadulce |  |
|                         |       | Reporte    |         |                                  |  |

| Juego 2 - 17 de febrero | Coclé | 3 - 0   | Herrera | Estadio Remón Cantera, Aguadulce |  |
|                         |       | Reporte |         |                                  |  |

| Juego 3 - 19 de febrero | Herrera | 6 - 1   | Coclé | Estadio Claudio Nieto, Monagrillo |  |
|                         |         | Reporte |       |                                   |  |

| Juego 4 - 20 de febrero | Herrera | 2 - 6   | Coclé | Estadio Claudio Nieto, Monagrillo |  |
|                         |         | Reporte |       |                                   |  |

| Juego 5 - 21 de febrero | Herrera | 1 - 2   | Coclé | Estadio Claudio Nieto, Monagrillo |  |
|                         |         | Reporte |       |                                   |  |

| Juego 1 - 16 de febrero | Coclé | 2 - 1 (12) | Herrera | Estadio Remón Cantera, Aguadulce |  |
|                         |       | Reporte    |         |                                  |  |

| Juego 2 - 17 de febrero | Coclé | 3 - 0   | Herrera | Estadio Remón Cantera, Aguadulce |  |
|                         |       | Reporte |         |                                  |  |

| Juego 3 - 19 de febrero | Herrera | 6 - 1   | Coclé | Estadio Claudio Nieto, Monagrillo |  |
|                         |         | Reporte |       |                                   |  |

| Juego 4 - 20 de febrero | Herrera | 2 - 6   | Coclé | Estadio Claudio Nieto, Monagrillo |  |
|                         |         | Reporte |       |                                   |  |

| Juego 5 - 21 de febrero | Herrera | 1 - 2   | Coclé | Estadio Claudio Nieto, Monagrillo |  |
|                         |         | Reporte |       |                                   |  |